# Bányatárspénztár
A bányatárspénztár a magyarországi társadalombiztosítás történetének fontos állomása volt, amely 1854 után felváltotta a bányatársládákat.

## Története
Magyarországon 1854. május 23-án a 173. számú császári nyílt paranccsal kihirdetett osztrák általános bányatörvény az addig önkéntes, spontán alapon  szerveződő, a tagok által kötött szerződésen nyugvó bányatársládák működését új alapokra helyezte, és kimondta a bányatárspénztárak létrehozásának kötelezettségét. E törvény vezette be a jogi szaknyelvbe a bányatársláda helyett használatos bányatárspénztár kifejezést.
A társpénztárba a bányabirtokosok is kötelesek voltak befizetni legalább egynegyedét annak az összegnek, amelyet munkásaik fizettek be. A magyar kincstár a munkások befizetésével egyenlő összeget juttatott a társpénztárnak. A társpénztárak irányítására befolyást gyakoroltak a munkások is, akiknek választmánya a tisztekkel együtt ellenőrizte a pénztár kezelését. 

A társpénztárak kezelésének főellenőre a bányahatóság (bányakapitányság) volt. Ez hagyta jóvá a társpénztári szabályokat, ítélt a panaszos ügyekben, és hozzá kellett beterjeszteni az évi számadásokat is. 

A magyarországi társpénztárak vagyona 1890 végén 9 082 851 forintot tett ki; a munkások száma ekkoriban 51 532 volt.
Az 1927. évi XXI. törvénycikk és a kiegészítő jogszabályok alapján az Országos Bányatárspénztár (OB) jogutódja az Országos Társadalombiztosítási Intézet (OTI) lett.